# Wild Horses (альбом Wild Horses)
Wild Horses — дебютный студийный альбом британской рок-группы Wild Horses, выпущенный в 1980 году. Некоторые переиздания альбома выходили под названием The First Album.

## Об альбоме
И синглы с альбома и сам альбом были в целом положительно встречены критиками.
Хотя синглы не имели успеха в чартах, альбом поднялся в Британии до 38 места.
Альбом трижды переиздавался: в 1999 году на лейбле Zoom Club, в 2009 на Krescendo Records и в 2013 на Rock Candy. Все переиздания были дополнены бонус-треками из концертных записей и ранее не издававшихся песен.

## Список композиций
Все песни написаны Брайаном Робертсоном и Джимми Бэйном, если не указано иное.
| №                   | Название              | Автор(ы)                     | Длительность |
| ------------------- | --------------------- | ---------------------------- | ------------ |
| 1.                  | «Reservation»         |                              | 3:47         |
| 2.                  | «Face Down»           |                              | 3:30         |
| 3.                  | «Blackmail»           |                              | 2:25         |
| 4.                  | «Flyaway»             | Бэйн, Фил Лайнотт            | 3:33         |
| 5.                  | «Dealer»              | Робертсон, Бэйн, Скотт Горэм | 4:56         |
| 6.                  | «Street Girl»         |                              | 3:28         |
| 7.                  | «No Strings Attached» |                              | 3:56         |
| 8.                  | «Criminal Tendencies» |                              | 3:46         |
| 9.                  | «Nights on the Town»  |                              | 3:21         |
| 10.                 | «Woman»               |                              | 4:01         |
| Общая длительность: | Общая длительность:   | Общая длительность:          | 36:43        |

| №   | Название             | Длительность |
| --- | -------------------- | ------------ |
| 11. | «Rocky Mountain Way» |              |
| 12. | «Saturday Night»     |              |

| №                   | Название               | Длительность |
| ------------------- | ---------------------- | ------------ |
| 11.                 | «The Axe (live)»       | 4:44         |
| 12.                 | «In The City (live)»   | 5:00         |
| 13.                 | «New York City (live)» | 3:35         |
| Общая длительность: | Общая длительность:    | 50:02        |

| №   | Название               | Длительность |
| --- | ---------------------- | ------------ |
| 11. | «The Rapist»           |              |
| 12. | «Reservation (демо)»   |              |
| 13. | «Blackmail (демо)»     |              |
| 14. | «Flyaway (демо)»       |              |
| 15. | «Dealer (демо)»        |              |
| 16. | «The Rapist (демо)»    |              |
| 17. | «Retribution (демо)»   |              |
| 18. | «Breathe On Me (демо)» |              |

## Участники записи
- Джимми Бэйн — вокал, бас-гитара, гитара, клавишные
- Брайан Робертсон — гитара, клавишные, бэк-вокал, бас-гитара (на «Flyaway» и «Nights on the Town»), вокал (на «Flyaway» и «Nights on the Town»)
- Нил Картер — гитара, клавишные, бэк-вокал
- Клайв Эдвардс — ударные

## Позиция в чартах
| Год  | Страна         | Чарт           | Позиция |
| ---- | -------------- | -------------- | ------- |
| 1980 | Великобритания | UK Album Chart | 38      |